# Rwandas damlandslag i volleyboll
Rwandas damlandslag i volleyboll  representerar Rwanda i volleyboll på damsidan. Laget organiseras av Federação Angolana de Voleibol. Det har deltagit i afrikanska mästerskapet tre gånger och som bäst blivit nia. Vid mästerskapet 2021 (som Rwanda arrangerade) blev de dock avstängda p.g.a. att de använt sig av spelare från Brasilien som inte godkänts som rwandiska av FIVB.